# Урош Тешановић
Урош Тешановић (Босанска Крупа, 31. јануар 1891 — Фарлар код Коесфилда, 18. децембар 1965) био је српски официр и дивизијски генерал југословенске војске. Начелник Војне академије током Априлског рата 1941. године.

## Биографија
Рођен је 31. јануара 1891. године у Босанској Крупи, од оца Миће, трговца и мајке Милеве. Имао је брата Бошка који је био инжењер. Основну школу је завршио у родном месту а гимназију у Сарајеву. Будући да је у то време био Аустроугарски држављанин, тајно се пребацио у Краљевину Србију, дошао у Београд и ступио је 1907. године у Нижу школу Војне академије као припадник 40. класе. Школовање је завршио као први у рангу.

## Активна служба
Након завршетка школовања унапређен је артиљеријског потпоручника 1. септембра 1911. године. Месец дана касније одређен по потреби службе за водника дунавског пољског артиљеријског пука. У Првом балканском рату налазио се на истој дужности као и у Другом балканском рату. Након завршетка унапређен у чин артиљеријског поручника. Први светски рат га затиче на месту командира друге батерије првог дивизиона у Дунавском артиљеријском пуку из састава Прве армије Српске војске под командама генерала Петра Бојовића и генерала  (потоњег војводе) Живојина Мишића. Након завршетка Колубарске битке од 28. фебруара 1915. године унапређен у чин артиљеријског капетана друге класе и премештен за командира заплењене батерије као испомоћ црногорској војсци. На тој дужности га затиче Мојковачка битка током повлачења према Скадру био је заробљен 9. јануара 1916. године. Одведен у логор Гредниг где је остао до пред крај Првог светског рата.
Пуштен из логора 16. октобра 1918. године и до 28. октобра исте године јавио се у Врховну команду српске војске, па је распоређен на нову дужност командира хаубичке батерије. Дана 30. априла 1919. године одређен је за професора на предмету артиљерија на Поморској академији у Сиску. У чин артиљеријског капетана прве класе унапређен је 1. децембра исте године и распоређен на нову дужност командира друге батерије другог дивизиона у тешком артиљеријском пуку Четврте армијске области са седиштем у Марибору. Средином 1920. године, тачније 21. јуна упућен је у делегацију за разграничење са Мађарском у Будимпешту, да би по повратку из иностранства остао на истој дужности. Од 1. децембра 1920. године био је на Вишој школи Војне академије (22. класе) коју је успешно завршио 1. октобра 1922. године и унапређен је у артиљеријског мајора. Дана 8. октобра исте године одређен је на службу у Оперативно оделење Главног Генералштаба. У том периоду био је одређен и упућен на припрему за генералштабну струку. Током усавршавања унапређен у чин артиљеријског потпуковника а 6. јануара 1925. године, преведен у генералштаб са истим чином. Дана 4. априла исте године одређен је вршиоца дужности а потом начелника штаба Врбаске дивизијске области са седиштем у Бања Луци. Од 13. новембра стављен је на располагање да би већ 20. новембра био упућен на шестомесечно одсуство у Француску. По повратку од 14. априла 1928. године постављен је за начелника штаба Брегалничке дивизијске области са седиштем у Штипу. Поново стављен на располагање 13. јуна 1929. године, а 3. јула упућен на дужност војног аташеа у Праг.
У чин артиљеријског пуковника за генералштабне послове унапређен је 15. августа исте године а на дужности војног изасланика провео је до 11. јула 1931. године. После повратка у земљу распоређен је 26. јула исте године за начелника штаба  Босанске дивизијске области са седиштем у Сарајеву. За команданта пешадијског пука у Боки которској именован 2. јула 1934. године. Деловођа војног савета и хонорарни професор на Војној академији био је од 20. маја 1935. до 7. јула исте године. Након ове дужности именован је за вршиоца дужности а потом и начелника штаба Треће армијске области са седиштем у Скопљу и на тој дужности 1. априла 1937. године унапређен је у чин генералштабног бригадног генерала. Премештен 3. новембра 1938. године за помоћника управника Војне академије за Вишу школу и сталног професора. На краљев рођендан 6. септембра 1939. године одликован је орденом Југословенске круне трећег реда а 31. октобра именован за команданта Шумадијске дивизијске области са седиштем у Крагујевцу. Дана 11. децембра 1940. године, враћен на дужност помоћника управника Војне академије. У чин дивизијског генерала унапређен је 1. априла 1941. године. Одласком дивизијског генерала Марка Михаиловића на дужност команданта Дринске дивизије 6. априла 1941. године, постао је управник Војне академије. Априлски рат га затиче на тој дужности и на њој је остао до капитулације Југословенске војске 18. априла исте године.

## Заробљеништво и останак у емиграцији
Припадници Вермахта заробили су га 24. априла 1941. године у Београду и интернирали у логоре Трећег рајха. Највише времена је провео у Нирнбергу и Оснабрику. Средином 1942. године, у Нинбершком логору Офлаг XIII Б формирано је удружење "Заједница за културно и физичко усавршавање". За председника је изабран генерал Тешановић. Овај одбор се јавно одрекао Владе у егзилу и савезника а приклонили се позицијама Трећег рајха и владе Народног спаса. Основни програм овог удружења била је борба против КПЈ у Југославији. Такође ово удружење није било благонаклоно у логору ако се посумњало да појединци официри агитују за југословенство (владу у Лондону) или КПЈ у отаџбини. Почетком 1943. године, Тешановић је предао функционисање свог одбора и ујединио се са "Гвозденом гардом" армијског генерала Димитрија Живковића који је постао и старешина логора Офлаг IV-Ц у Оснабрику. Након капитулације Трећег рајха и успоставе, Савезничке окупационе зоне у Немачкој, многи генерали а међу њима и Урош Тешановић након апела нових власти о репарацији у Југославији 1945, одбили су да се врате у отаџбину. Због таквог става генерал Тешановић је са бројним другим официрима од стране владе ДФЈ од 17. августа исте године, уврштен је у држављане Краљевине Југославије којима ће се одузети држављанство. Крајем 1945. године Тешановић је изабран за члана Штаба југословенске краљевске војске у Воердеу и команданта III центра а од 1946. био је командант истог центра под Главном управом Југословенских ДП логора у британској окупационој зони. Након расформирања система логора 1948. године, настанио се са групом од 60 генерала у дворцу Фарлар крај Коесфилда. Ту је провео последњу деценију живота. Преминуо је 18. децембра 1965. године од срчаног удара. Сахрањен је 22. децембра на Српском војничком гробљу у Оснабрику.

## Породичне прилике
Био је ожењен од 1919. године Надеждом, кћерком Петра Миленковића адвоката и секретара касационог суда у Београду. Имао је две кћерке Јованку која је била лекар и Љубицу сарадника у Савету САНУ.

## Одликовања

### Домаћа одликовања
- Орден Југословенске круне 3. реда
- Орден белог орла  5. реда
- Орден Светог Саве 5. реда
- Златна медаља за храброст
- Медаља за војничке врлине
- Споменица за ослобођено Косово 1912.
- Спомен-крст 1913.
- Споменица на Први светски рат 1914—1918.

### Инострана одликовања
- Орден Светог Станислава 3. реда, Русија
- Орден Белог лава са мачевима 3. реда, Чехословачка

## Унапређење у чинове
| Питомац Каплар | Питомац Поднаредник | Питомац Наредник | Потпоручник        | Поручник | Капетан Друге класе |
| -------------- | ------------------- | ---------------- | ------------------ | -------- | ------------------- |
|                |                     |                  |                    |          |                     |
| 1908.          | 1909.               | 1910.            | 14 септембар 1911. | 1913.    | 1915.               |

| Капетан Прве класе | Мајор             | Потпуковник     | Пуковник         | Бригадни генерал | Дивизијски генерал |
| ------------------ | ----------------- | --------------- | ---------------- | ---------------- | ------------------ |
|                    |                   |                 |                  |                  |                    |
| 1. децембар 1919.  | 1. децембар 1922. | 6. јануар 1925. | 15. август 1929. | 1. април 1937.   | 1. април 1941.     |